# Бусс, Эрнст
Эрнст Бусс (15 февраля 1843, Тенникен, Базель — 13 мая 1928, Гларус) — швейцарский кальвинистский священник и миссионер.

## Биография
С 1880 года был пастором в Гларусе; считал, что миссионерская деятельность должна быть значительно шире, чем традиционно считалась, и не должна ограничиваться только узким проповедованием христианства. Известность получил после публикации сочинения о миссионерстве «Die christliche Mission, ihre principielle Berechtigung und praktische Durchführung» (Лейден, 1876), удостоенного премии от гаагского университета, в котором изложил свои идеи. Для проведения в жизнь изложенных в этой книге принципов в 1884 году в Веймаре им был основан всеобщий Евангелическо-протестантский миссионерский союз, который Бусс возглавил. С 1886 года вместе с Арндтом и Хаппелем издавал в Берлине «Zeitschrift für Missionskunde u. Religionswissenschaft», а в 1887 году выступил соавтором издания Библии для детей. Был знатоком Альп.